# Ариепиглотични мишић
Ариепиглотични мишић (лат. musculus aryepiglotticus) је мали парни мишић гркљана, који се простире од врха његове аритеноидне до бочне ивице епиглотичне хрскавице. У његов састав такође улазе и влакна косог аритеноидног мишића.
Као и већи део остале мускулатуре гркљана, инервисан је од стране моторних влакана вагусног живца који овде доспевају преко доњег гркљанског нерва. Основна функција му је повлачење гркљанског капка (поклопца) наниже и уназад, што доводи до затварања његовог улазног отвора.